# 姫宮町 (名古屋市)
姫宮町（ひめみやちょう）は、愛知県名古屋市瑞穂区の地名。現行行政地名は姫宮町1丁目及び姫宮町2丁目。住居表示未実施地域。

## 地理
名古屋市瑞穂区南部に位置する。東は瑞穂通、西は井戸田町、南は妙音通、北は鍵田町に接する。

## 歴史

### 地名の由来
琵琶島伝説の槐女を祀った姫宮なる祠が所在したことによる。また、江戸時代に京から姫が訪れ、この地に一泊した際に、当地の男を連れて帰ったことによるともいう。琵琶島伝説の槐女は、藤原師長が流刑の地である井戸田において共に過ごした女性であり、師長が帰京後に入水自殺を遂げたとされる。

### 沿革
- 1945年（昭和20年）9月26日 - 瑞穂区瑞穂町字井戸田・鍵田・柳縄手・土市・穴田・砂間の各一部により、同区姫宮町1〜2丁目として成立[1]。

## 世帯数と人口
2019年（平成31年）3月1日現在の世帯数と人口は以下の通りである。
| 町丁   | 世帯数  | 人口  |
| ------ | ------- | ----- |
| 姫宮町 | 487世帯 | 950人 |

### 人口の変遷
国勢調査による人口の推移
| 1950年（昭和25年） | 694人   | [ 9 ]  |  |
| 1955年（昭和30年） | 793人   | [ 9 ]  |  |
| 1960年（昭和35年） | 1,256人 | [ 10 ] |  |
| 1965年（昭和40年） | 1,458人 | [ 10 ] |  |
| 1970年（昭和45年） | 1,514人 | [ 11 ] |  |
| 1975年（昭和50年） | 1,295人 | [ 11 ] |  |
| 1980年（昭和55年） | 1,180人 | [ 12 ] |  |
| 1985年（昭和60年） | 1,062人 | [ 12 ] |  |
| 1990年（平成2年）  | 1,070人 | [ 13 ] |  |
| 1995年（平成7年）  | 940人   | [ 14 ] |  |
| 2000年（平成12年） | 909人   | [ 15 ] |  |
| 2005年（平成17年） | 895人   | [ 16 ] |  |
| 2010年（平成22年） | 904人   | [ 17 ] |  |

## 学区
市立小・中学校に通う場合、学校等は以下の通りとなる。また、公立高等学校に通う場合の学区は以下の通りとなる。
| 番・番地等 | 小学校                 | 中学校                 | 高等学校 |
| ---------- | ---------------------- | ---------------------- | -------- |
| 全域       | 名古屋市立井戸田小学校 | 名古屋市立津賀田中学校 | 尾張学区 |

## 施設
- 名古屋市立井戸田小学校[7]北緯35度7分6.7秒 東経136度55分57.4秒 / 北緯35.118528度 東経136.932611度

## その他

### 日本郵便
- 郵便番号 : 467-0834[4]（集配局：瑞穂郵便局[20]）。